# 坎达丝·查普曼
坎达丝·查普曼（Candace Chapman，1983年4月2日—），在特立尼达和多巴哥西班牙港出生，是一位加拿大女子足球运动员，曾随队获得2012年伦敦奥运女子足球铜牌。她也曾参加2008年北京奥运。